# Warleggan
Warleggan è il quarto dei dodici romanzi dei Poldark, una serie di romanzi storici scritta da Winston Graham. È stato pubblicato nel 1953.
Warleggan continua la storia della famiglia Poldark. Il romanzo precedente della serie (Jeremy Poldark) si era concluso nel giugno 1791 con la nascita di Jeremy Poldark ed una riconciliazione e collaborazione tra Francis e Ross Poldark. Warleggan si chiude nel Natale del 1793 con Elizabeth sposata con George Warleggan, Dwight Enys fidanzato con Caroline Penvenen ed il matrimonio di Ross e Demelza in via di guarigione.
I principali sviluppi nel romanzo sono la tragica morte di Francis Poldark, un'interazione sessuale tra Ross ed Elizabeth che molti commentatori considerano uno stupro, il matrimonio di Elizabeth con George Warleggan, la quasi distruzione del matrimonio di Ross con Demelza ed alti e bassi nella relazione appassionata tra Dwight Enys e Caroline Penvenen. Questi fatti si svolgono sullo sfondo della rivoluzione francese e dell'Inghilterra che va in guerra.

## Trama

### Libro primo
Il Libro primo si svolge tra maggio e settembre 1792 in sette capitoli.
Il romanzo si apre con l'autore che descrive, per la prima volta nella serie Poldark, che nel "triangolo di costa della Cornovaglia che si estende fra Truro, St. Ann's e St. Michael" ci sono esattamente sei "grandi case" o "sei dimore abitate da nobili famiglie". Queste case, e i loro occupanti, sono:
- Mingoose House: John e Ruth Treneglos
- Werry House: Sir Hugo Bodrugan e la sua matrigna, Lady Constance Bodrugan. Si dice che Werry House sia, delle sei case, "la più grande nonché quella dalla reputazione peggiore".
- Place House: Sir John Trevaunance. Place House è "una malridotta residenza palladiana".
- Killewarren House: Ray Penvenen. Killewarren House è "poco più di una semplice fattoria".
- Trenwith: Francis ed Elizabeth Poldark
- Nampara: Ross e Demelza Poldark. Nampara è descritta come una magione "in stile georgiano, dall'aspetto solido, mai completata del tutto ma non per questo priva di fascino e personalità".

I residenti delle "grandi case" ricevono un insolito invito ad una festa a casa di Sir John Trevaunance e sospettano che l'occasione sarà quella di annunciare un fidanzamento tra suo fratello, Unwin, che ora è membro del Parlamento, e l'ereditiera Caroline Penvenen, la nipote orfana di Ray Penvenen.
Mentre Francis e Ross, tornati dalla miniera, si fermano a Nampara a prendere un tè con Demelza, George Warleggan fa visita ad Elizabeth e le chiede aiuto per ottenere una riconciliazione con Francis. Lei accetta di aiutarlo a patto che lui in cambio dimostri di non odiare Ross.
Alla festa di Trevaunance, a tavola Elizabeth è seduta accanto a Ross e l'uomo resta sbalordito quando lei gli confessa di aver amato Francis solo per pochi mesi. Demelza, seduta da un'altra parte del grande tavolo, attira invece l'attenzione del capitano Malcolm McNeil. Al termine della cena Unwin e Caroline discutono tra di loro animatamente ed Unwin lascia improvvisamente la festa. Questo fatto porta le persone a credere che il suo corteggiamento con Caroline non stia procedendo nel migliore dei modi. Ross, dopo aver brevemente parlato con Caroline, viene alla conclusione che la giovane non potrebbe mai essere la moglie giusta per Dwight Enys.
Nel frattempo il dottor Enys sta perdendo pazienti in seguito alla morte di uno di essi al quale aveva estratto tre denti. Il giorno dopo la festa di Trevaunance, incontra Caroline a Truro e scopre che non è, e mai sarà, fidanzata con Unwin. Provocato da alcune battute della donna, lui le confessa la forte attrazione che prova per lei. I due poi si mettono d'accordo per andare a cavalcare insieme. 
Ross chiede a Trencom, il contrabbandiere, di fargli avere dalla Francia informazioni su come stia Mark Daniel, suo amico e latitante ormai da qualche anno. In cambio, Trencom chiede a Ross il permesso di lasciare per qualche giorno le merci che introduce di contrabbando a Nampara.
Una sera, giunto al cottage degli Hoblyn per controllare il ginocchio della giovane Rosina, il dottor Enys vi trova Charlie Kempthorne intento a chiedere al padre della ragazza la sua mano. L'uomo è contrariato della cosa; poi, istigato da Charlie, si scaglia contro Enys colpevole solamente di voler tentare di curare la ragazza.
Durante una cavalcata insieme, Caroline informa il dottor Enys che sta per partire, ma che farà ritorno nell'autunno seguente quando avrà compiuto ventun anni. I due poi si baciano appassionatamente.
Mentre in Francia dilaga sempre di più il regime del Terrore, i lavori alla Wheal Grace procedono con qualche difficoltà nonostante ai primi di settembre venga scoperta una nuova seppur minuscola vena che si rivela più fruttuosa delle precedenti. Il 15 settembre, dopo una dura mattinata in miniera, Ross e Francis si recano a Nampara per il pranzo. Prima di pranzare Ross legge una lettera ricevuta dal banchiere Harris Pascoe, il quale lo avvisa che Cary Warleggan ha acquistato dal signor Pearce una cambiale firmata da Ross a fronte di un prestito chiesto nel 1789 quando la "Carnmore Copper Co." è fallita. Dopo pranzo Ross parte per Truro per andare parlare con Pearce, mentre Francis resta a fare compagnia a Demelza. L'uomo approfitta del momento per confessarle che fu lui nell'agosto 1789 a fornire a George Warleggan le informazioni che gli hanno consentito di fare pressione sugli azionisti affinché ritirassero il loro sostegno. Demelza lo informa che già sia lei che Ross ne erano a conoscenza e che sono ormai cose appartenenti al passato; poi la donna gli rivela i suoi dubbi sul fatto che Ross preferisca Elizabeth a lei. Francis le dice che non deve temere nulla perché non ha nulla da invidiare a sua moglie.
Lasciata Nampara, Francis si dirige alla Wheal Grace con il cuore alleggerito dalla confessione fatta. In miniera, a causa di una tragica serie di circostanze, Francis precipita in un pozzo ed annega.
Ross torna a casa prima delle otto di sera e informa Demelza della cambiale nelle mani dei Warleggan. Improvvisamente giunge Gimlett per avvisarli che Tabb era giunto a Nampara per chiedere se Francis fosse ancora lì. Preoccupati, tutti si precipitano alla miniera per vedere se l'uomo fosse ancora là. Ross, Henshawe, Jack Carter e il giovane Joe Nanfan scendono nel pozzo per indagare ed è proprio Ross a trovare il corpo senza vita del cugino.

### Libro secondo
Il Libro secondo si svolge tra novembre 1792 e febbraio 1793 in tredici capitoli.
In un tardo pomeriggio di novembre,Caroline Penvenen fa ritorno in Cornovaglia ed incontra Ross Poldark per strada. Avendo la sua cavalla perso un ferro, la giovane gli da’ un passaggio sulla sua carrozza privata fino a casa di suo zio, il quale non aspetta affatto una sua visita.
Mentre Dwight riprende a vedersi con Caroline, Ross tutte le settimane ha un incontro con Elizabeth, entrata in possesso di metà delle quote della miniera in vece di suo figlio, per discutere circa l'andamento della Wheal Grace. Durante uno di questi incontri Ross le rivela che la miniera è prossima al fallimento e la donna lo informa che George Warleggan, suo principale creditore, si è dimostrato fin troppo generoso con lei arrivando a voler rinunciare agli interessi sul suo credito. Tornato a casa Ross rivela a Demelza che quella notte Trencrom farà costruire nella loro biblioteca una botola ove nascondere alcune delle merci di contrabbando in modo che possa poi recuperarle quando gli è più comodo. 
Una sera, durante la cena, Caroline chiede a suo zio Ray Penvenen informazioni su Ross Poldark, poi i due discutono sul fatto che è disdicevole per una fanciulla andare a cavallo da sola con un uomo. Avendo appreso che il giorno seguente Caroline si recherà a Truro per fare acquisti, suo zio invita a casa il dottor Enys. L’indomani Dwight si reca a Killewarren, dove il signor Penvenen gli intima di non vedere mai più sua nipote.
A Truro Caroline va da Harris Pascoe e lo prega di gestire l'acquisto della cambiale di Ross Poldark per suo conto. L'uomo l'avvisa che si tratta di un acquisto azzardato ma la donna non vuole sentire ragioni. Quando Pascoe le consiglia piuttosto di prestare a Ross i soldi per saldare la cambiale, Caroline dice che la cosa è impossibile perché Ross non deve sapere chi ha anticipato i soldi. Pascoe si mette allora a studiare una soluzione alla cosa.
Nel mese di dicembre Ross riceve una lettera da Pascoe, poi si reca da lui a Truro dove viene a sapere che una persona anonima si è offerta di prestargli il denaro necessario per saldare la cambiale con I Warleggan. Ross è talmente felice della notizia che torna a casa portando regali per Demelza e il piccolo Jeremy.
Giunge poi Natale. Ross e Demelza lo passano a Falmouth con Verity,  suo marito Andrew Blamey e i due figli che l’uomo ha avuto dal suo primo matrimonio, James ed Esther. Caroline Penvenen lo trascorre con suo zio mentre il dottor Enys lo passa in casa da solo. Elizabeth, che sarebbe dovuta andare anch’essa a Falmouth, inventa una scusa per restare a casa ma giunge poi George Warleggan a prenderla per condurla con sé a Cardew, la nuova casa di campagna della sua famiglia.
Qualche giorno dopo Ross si reca da Pascoe perché intenzionato a vendere le trenta quote che gli rimanevano della Wheal Leisure. Col denaro ottenuto Ross acquista anonimamente la quota azionaria della Wheal Grace in possesso a Elizabeth Poldark.
Nel frattempo Caroline continua ad incontrarsi con Dwight di nascosto. I due progettano di fuggire ed iniziare una nuova vita insieme a Bath.
A causa del poco minerale estratto, la Wheal Grace è prossima alla chiusura; nonostante tutto Ross e Henshawe decidono di effettuare nuovi scavi più in profondità fidandosi di quanto aveva detto Mark Daniels la notte in cui è fuggito dal paese e cioè che aveva visto, mentre era nascosto nella miniera, una ricca vena di minerale. Ross viene poi a sapere da Will Nanfan che Mark Daniel non si trova più a Cherbourg, ma è in Irlanda e decide di incontrarlo per chiederli in quale zona della miniera ha visto la vena di rame.
Mentre sta preparandosi per la sua imminente fuga d’amore, il dottor Enys viene a sapere che Charlie Kempthorne e Rosina Hoblyn convoleranno presto a nozze. Invitato alla cerimonia, l'uomo preferisce non far sapere loro che non potrà prendervi parte per non deluderli.
In Francia Luigi XVI viene condannato a morte e ghigliottinato e l'Inghilterra si prepara ad un'eventuale guerra con la Francia. In questo contesto Ross parte per l'isola di St. Mary, una delle Isole Scilly per incontrare Mark Daniel. Mark giunge con alcuni giorni di ritardo a causa del vento e dalle condizioni atmosferiche. Purtroppo per Ross tutte le informazioni ottenute dall’uomo non gli sono di alcun aiuto e il destino della Wheal Grace sembra essere segnato.
Dwight si reca a Nampara per salutare Ross e Demelza prima della sua partenza ed apprende dalla donna che Ross si trova alle Scilly per incontrare Mark Daniel e che farà ritorno con i contrabbandieri di Trencrom il 2 febbraio, lo stesso giorno in cui il dottore fuggirà con la donna amata. Nel frattempo, a St. Ann's, il capitano McNeil, il doganiere Vercoe e il suo assistente Bell attendono lo sbarco dei contrabbandieri per sgominare completamente la loro banda. 
A poche ore dalla sua partenza, il dottor Enys è costretto a tornare da Rosina Hoblyn per curarle nuovamente il ginocchio e lì viene a sapere che Charlie Kempthorne si è finto malato per non aiutare 
Trencrom con il contrabbando. Dwight vuole vederci chiaro nella faccenda e si reca a casa dell’uomo, lo affronta e Charlie confessa di essere lui l’informatore. Dwight, per salvare la vita ai contrabbandieri e a Ross che è con loro, decide di ritardare nuovamente la sua fuga con Caroline e corre verso la costa per cercare di avvertire i contrabbandieri di non sbarcare. Raggiunge la costa in tempo ed appicca il fuoco ad un cespuglio di ginestre. I contrabbandieri lo vedono appena in tempo e una parte di essi si dà alla fuga per sfuggire ai soldati. Ross, mentre sta cercando di tornare a casa ignorando che è piena di soldati, ha una colluttazione con Vercoe. L'uomo riesce però a raggiungere la casa e a nascondersi in un secondo vano nascosto nella biblioteca dove rimane fino al giorno seguente e riuscendo così a sfuggire alla perquisizione della casa compiuta da McNeil e i suoi uomini.
Il giorno successivo Dwight si reca a Killewarren, dove scopre che Caroline gli ha lasciato un biglietto nel quale la donna lo avvisa di essere partita per Londra con suo zio dopo averlo atteso inutilmente tutta la notte. Nel biglietto la donna pone anche fine alla loro relazione.
Charlie Kempthorne per timore di ritorsioni da parte dei suoi compagni, fugge abbandonando le sue giovani figlie.

### Libro terzo
Il Libro terzo riprende da dove si era interrotto il secondo libro, nel febbraio 1793, e si conclude nel maggio 1793. Si svolge in dieci capitoli.
Dwight si reca a Londra per spiegare a Caroline Penvenen il perché non è stato in grado di raggiungerla la notte della loro prevista fuga d'amore, ma lei si rifiuta di incontrarlo. Scoraggiato torna in Cornovaglia dove viene condannato a pagare una multa di cinquanta sterline per esser stato complice dei contrabbandieri. Ross riesce ad evitare di finire a processo grazie a Trencrom che gli fornisce dei testimoni disposti a dichiarare che si trovava altrove, quella notte.
A metà marzo, quando Ross è sul punto di chiudere la Wheal Grace, il capitano Henshawe gli fa visita con un sacco contenente dello stagno estratto dalla miniera. L'uomo, fiducioso che la vena di stagno sia promettente, decide di investire una parte dei suoi soldi per tenere aperta la miniera e continuare gli scavi. Nel giro di poco tempo viene appurato che si tratta di un grosso giacimento e la miniera intensifica così l'estrazione dello stagno sospendendo quella del rame.
Nel frattempo la madre di Elizabeth soffre di un colpo apoplettico e resta invalida. La disgrazia e il timore di dover passare il resto della vita da sola a fare da balia ai genitori anziani spinge la donna ad accettare la proposta di matrimonio che le ha fatto George Warleggan.
Insieme al figliastro James, Verity fa visita ad Elizabeth e intuisce subito che la donna sta nascondendo qualcosa. Recatasi poi a Nampara, la donna informa Demelza dello strano comportamento di Elizabeth. Demelza decide di indagare venendo a sapere da Sir Hugh Bodrugan del suo prossimo matrimonio con George Warleggan. La donna decide però di non rivelare nulla di quello che ha saputo a Ross.
Mentre la Francia sta perdendo la guerra contro l'Inghilterra, la Wheal Grace continua a restare in attività grazie all'estrazione dello stagno nonostante il crollo del prezzo del minerale.
Il 2 maggio viene rinvenuto in mare, al largo di Basset Cove, il corpo di Charlie Kempthorne.
A maggio ha luogo un incidente in miniera. Due uomini rimangono uccisi nel crollo e tre gravemente feriti. La vena di stagno viene seppellita da tonnellate di roccia e servirebbero sei settimane di lavoro per raggiungerla nuovamente. Il 7 maggio, la Wheal Grace viene ufficialmente chiusa. 
Il 9 maggio, Ross ricevette una lettera da Elizabeth nella quale la donna gli annuncia del suo imminente matrimonio. Furioso, si precipita a Trenwith, penetra nella casa rompendo una finestra e dopo aver discusso con Elizabeth fa l'amore con lei. Demelza, consapevole dell'infedeltà di Ross, decide di ripagarlo con la stessa moneta trovandosi un amante alla festa di compleanno di Sir Bodrugan. Al ballo sceglie il capitano McNeil per il suo scopo e dopo che lui la bacia le dà appuntamento più tardi nella sua stanza. Quando l'uomo arriva nella sua stanza, Demelza si rende conte dell'errore che sta commettendo e lo respinge. Più tardi Sir Bodrugan sorprende John Treneglos mentre sta per entrare nella camera di Demelza. I due si mettono a discutere su chi dei due debba passare la nottata con la donna, poi decidono di lasciar decidere alla sorte lanciando una moneta. Vince Treneglos, il quale una volta entrato si accorge che la stanza è vuota. I due uomini restano così a bocca asciutta e curiosamente sorpresi della fuga di Demelza.
Nel frattempo Ross si trova a Looe dove Blewett gli restituisce le 250 sterline che Ross gli aveva prestato quando la compagnia del rame era fallita. Dopo essere rimasto tre giorni in città, Ross torna a Nampara. Quando dice a Demelza dove è stato e che non ha più rivisto Elizabeth da quella notte, lei non gli crede e gli domanda se vuole che se ne vada. Ross le dice che vorrebbe che lei rimanesse.
Incerta sullo stato della sua relazione con Ross – così come lo è anche Demelza - Elizabeth scrive a George per posticipare il loro matrimonio. L'uomo le fa visita, irato, ma poi accetta di rimandare le nozze al mese seguente.

### Libro quarto
Il Libro quarto si svolge dal giugno 1793 fino alla vigilia di Natale 1793 in sette capitoli.
La Wheal Grace riprende l'attività il quattro giugno e nel giro di un mese il filone di stagno viene liberato dai detriti che lo ostruivano. Grazie alla grossa quantità di minerale estratto, Ross può finalmente iniziare a pensare che presto riuscirà a liberarsi di tutti i debiti.
Elizabeth e George si sposano il venti giugno. Tornati a fine agosto dalla luna di miele, si stabiliscono a Cardew. I genitori di Elizabeth si trasferiscono a Trenwith dove, insieme a zia Agatha, sono serviti da un nutrito numero di servitori. 
Il rapporto tra Ross e Demelza è ancora teso e la donna continua a pentirsi di non essersene andata via.
Inaspettatamente, a settembre, Elizabeth e George si trasferiscono a Trenwith e la cosa manda Ross su tutte le furie.
Alla fine di ottobre, Dwight Enys riceve una lettera dal dottor Matthew Sylvane, il quale gli chiede un parere medico su un suo ex paziente, Ray Penvenen. Giunto al capezzale del malato, il dottor Enys gli diagnostica la malattia di cui soffre e gli prescrive una cura. Penvenen esprime il suo rammarico per come si è comportato con Dwight e poi lo informa che dopo Natale Caroline sposerà Lord Coniston. Sconvolto per la notizia ricevuta, Dwight decide di arruolarsi in Marina come medico di bordo.
Alla vigilia di Ognissanti nasce il figlio di Verity, al quale viene posto il nome Andrew, come suo padre. Alcuni giorni dopo George Warleggan chiede la presenza di Ross a Trenwith per sistemare alcune questioni finanziarie. Quando George chiede spiegazioni circa la vendita delle quote della Wheal Grace, che Elizabeth amministrava per conto del figlio, Ross gli rivela di essere stato lui ad acquistarle anonimamente per aiutare la donna che versava in ristrettezze economiche. George contesta a Ross il fatto che l'acquisto delle quote non sarebbe legalmente valido e gli chiede di restituirle immediatamente a Geoffrey Charles. Ross si rifiuta e George lo informa che intende portare la cosa in tribunale. Quando poi George parlando di Demelza la chiama sguattera, Ross perde la testa e si picchia con lui.
Nel frattempo il dottor Enys si trova a Nampara e comunica a Demelza la sua decisione di entrare in Marina. Ross rientra poco dopo a casa ferito e viene curato dal dottore; poi più tardi informa Demelza dell'accaduto.
Due settimane dopo, Ross e Demelza si recano a Truro a fare compere. Recatosi da Harris Pascoe, Ross apprende che la vendita delle quote della miniera è perfettamente legale e che le pretese di George Warleggan non verrebbero mai accolte in un tribunale. Inoltre Pascoe si lascia sfuggire che è Caroline Penvenen il misterioso benefattore che ha acquistato il debito di Ross dai Warleggan un anno prima.
Ross decide quindi di recarsi a Londra per ringraziare Caroline. Dalla donna apprende che non sta per sposarsi e che in realtà non è nemmeno fidanzata con Lord Coniston, il quale però ha realmente chiesto la sua mano. Poi Ross la convince ad andare con lui a Plymouth, dove si trova Dwight in attesa dell'imbarco della sua nave. Inizialmente Caroline si rifiuta, ma poi accetta di farlo. A Plymouth tra  Dwight e Caroline si verifica una riconciliazione.
Mentre Ross è a Londra, Demelza si reca con il suo cane, Garrick, a far visita ad una donna del quartiere. Garrick viene ferito da un colpo di fucile sparato da un uomo alle dipendenze di George Warleggan e da lui incaricato di impedire a chiunque il passaggio sulla proprietà di Trenwith.  
Ross invita Dwight, Caroline e la sua cameriera a trascorrere il Natale a Nampara. Appreso quanto accaduto a Demelza, Ross si reca a Trenwith dove propone a George di tentare di vivere in pace ponendo fino ad ogni loro ostilità.
Durante la cena della vigilia di Natale, Dwight informa gli amici che dovrà restare in Marina almeno per due anni e che probabilmente sposerà Caroline tra circa sei mesi quando otterrà il suo primo congedo. Terminata la cena della vigilia, e dopo che Dwight e Caroline si sono ritirati nelle loro stanze, Ross decide di parlare a Demelza di quanto accaduto nel mese di maggio e le rivela di aver finalmente capito di non amare Elizabeth.
Demelza racconta quindi a Ross del suo tentativo finito male di andare a letto con il capitano McNeil. Ross va su tutte le furie e Demelza decide di lasciare immediatamente Nampara. Mentre sta sellando il cavallo, Ross riesce a convincerla a rientrare in cucina per parlare. Lì Ross si scusa per come si è comportato, poi le consegna due regali: una spilla di rubini e una collana di granati. Il romanzo si chiude così con un'apparente riconciliazione tra Ross e Demelza.

## Edizioni
- 2018 - Sonzogno
- 2020 - Marsilio Editori (collana "Universale economica Feltrinelli")

## Adattamento televisivo
Gli eventi narrati nel romanzo Warleggan sono narrati dal 5º al 10º episodio della seconda stagione della serie televisiva Poldark del 2015.